# Леново (село)
 Тази статия е за селото в Южна България.  За китайския производител на компютри вижте Lenovo.  
Лѐново е село в Южна България. То се намира в община Асеновград, област Пловдив.

## География
Село Леново се намира на 25 km югоизточно от Асеновград, на 287 m надморска височина в североизточните Родопи. Климатът се характеризира с прохладно лято и мека зима.
Край селото има два язовира с обща водна площ 2000 дка: „Леново“ (на река Чинардере, западно от селото) и „Мечка“ (на река Мечка, югоизточно от селото. Подходящи са за отдих и риболов.
В Леново има четири минерални извора. В бъдеще това може да се окаже ценна възможност за развитие на балнеолечение, а екологично чистият климат и красивата природа са предпоставка за развитие на екотуризъм.

## История
Знае се, че селото е образувано през 1722 г. Най-напред е била заселена местността „Горния Караюрт“, впоследствие „Юртищата“, а когато пламнала чумна епидемия – е преместено на сегашното си място – по-близо до гората.
От централните Родопи тук са се заселили много фамилии, предимно от селата Петково и Момчиловци, както и няколко от село Манастир. Предполага се, че поп Манол Тенев, който е дал къщата си за училище, е преселник от Петково. По спомени на местното население, последният преселнически род от Родопите, е бил на Кольо Калайджията.
До 1905 г. селото се е наричало Китенлък, а след това е преименувано на Леново, затова че се е отглеждал много лен.
До 2000 г. е било в община Първомай. Указ № 32 / обн. в Държавен вестник от 14 февруари 2000 г. отделя село Леново и неговото землище от община Първомай и го присъединява към община Асеновград;
В съседство със селото е могилата Текето, наричана още Тепето. Тук са открити остатъци от кюпове и отломки от мрамор. Личат основи от зидове, вероятно от тракийско и по-късно християнско светилище, превърнато от турците в теке, макар че турци в миналото е имало малко. Намерена е оброчна плоча с тракийски конник и златни прибори и накити.

## Религия
Леново е част от Асеновградска духовна околия към Пловдивска епархия на Българската православна църква.
В селото има няколко храма:
- храм „Света Неделя“ - от средата на XIX век. Има много красиви стари стенописи. Намира се в центъра на Леново[3];
- параклис „Рождество Богородично (Света Богородица)“ - намира се в местността „Аязмото“. На празника Рождество Богородично, 8-ми септември, се провежда традиционният събор на Леново в местността „Аязмото“[4];
- параклис „Света Анастасия“;
- параклис „Свети първоапостоли Петър и Павел“ - намира се на около километър от селото в посока съседното село Тополово[5];
- параклис „Света Петка“;
- параклис „Свети Николай Мирликийски“ - осветен на 7-ми декември 2024 година от Пловдивски митрополит Николай[6].

## Културни и природни забележителности
В селото има четири минерални извора с топла и студена вода. Добиваната от тях минерална вода извира от дълбочина 180 m. и е с температура 19 – 21 °C, което я превръща в една от най-хладните изворни води в България. Минералният ѝ състав е подходящ за стомашно-чревни и бъбречни заболявания. Водата се бутилира под марката „ЛеновО“ от бутилираща компания „Леновекс“.

## Редовни събития
През 2006 г. е възобновена традицията в селото да се провежда ежегоден събор, които се състои на 8 септември в местността, наречена от жителите „Аязмото“.

## Личности
Родени в Леново
- Чавдар Манолчев (р. 1925), български контраадмирал